# Humberto Monteiro
Humberto Monteiro (Cachoeiro de Itapemirim, 30 de agosto de 1947 — Belo Horizonte, 27 de março de 1980), foi um futebolista brasileiro que atuou como lateral-direito.

## Carreira
Na Desportiva, Humberto jogou na equipe que ficou 51 partidas sem derrota entre 1967 e 1968, segunda maior sequencia do Brasil até hoje. 
Foi duas vezes premiado com a Bola de Prata jogando pelo Atlético Mineiro. 

## Morte
Morreu no dia 27 de março de 1980 de edema pulmonar, desempregado e na mais absoluta miséria.

## Títulos
Desportiva Ferroviária
- Campeonato Capixaba de Futebol: 1966 e 1967
- Taça Cidade de Vitória: 1966
- Torneio Início: 1967

Atlético Mineiro
- Campeonato Mineiro: 1970
- Campeonato Brasileiro: 1971

Portuguesa
- Campeonato Paulista: 1973

### Prêmios Individuais
- Bola de Prata (Placar): 1970 e 1971